# Christoph Woernle
Christoph Hellmuth Woernle (* 3. Juni 1958  in Stuttgart) ist Professor für Technische Mechanik/Dynamik an der Universität Rostock.

## Leben
Christoph Woernle ist der Sohn des Veterinärs Hellmut Woernle und der Medizinerin Lore Woernle, geb. Kempf. Nach dem Abitur studierte Woernle von 1977 bis 1982 Maschinenwesen an der Universität Stuttgart und schloss dieses Studium als Diplom-Ingenieur ab.
Danach war er als Wissenschaftlicher Mitarbeiter am Institut A für Mechanik tätig und wurde 1988 mit der Arbeit Ein systematisches Verfahren zur Aufstellung der geometrischen Schliessbedingungen in kinematischen Schleifen mit Anwendung bei der Rückwärtstransformation für Industrieroboter zum Dr.-Ing. promoviert.
Anschließend war Woernle bis 1994 Oberassistent am Institut A für Mechanik und habilitierte sich mit einer Arbeit zum Thema: „Regelung von Mehrkörpersystemen durch externe Linearisierung“. 1994 folgte er dem Ruf der Universität Rostock auf den Lehrstuhl Technische Mechanik/Dynamik.

## Forschungsgebiete
Christoph Woernle forscht mit seinem Lehrstuhl auf den Gebieten der Modellierung und Simulation von Mehrkörpersystemen, der Robotik, der Fahrzeugdynamik und Fahrmechanik, Simulation von Windenergiesystemen sowie der Biomechanik.

## Wissenschaftliche Mitgliedschaften
- Gesellschaft für Angewandte Mathematik und Mechanik (GAMM)

## Publikationen
- mit J. Zierath und R. Rachholz: Comparison of various Multibody Codes for Wind Turbine Modelling and their Experimental Validation by means of Prototype Testing. In: Zdravko Terze (Hrsg.): Multibody Dynamics: Computational Methods and Applications. (Computational Methods in Applied Sciences). Springer, Berlin 2014, ISBN 978-3-319-07259-3.
- mit  M. Kähler, R. Rachholz, J. Zierath, S. Herrmann, R. Souffrant, D. Kluess und R. Bader: Robot-Based Testing of Total Joint Replacements. In: H. Gattringer, J. Gerstmayr (Hrsg.): Multibody System Dynamics, Robotics and Control. Springer, Wien 2013, ISBN 978-3-7091-1748-4.
- Mehrkörpersysteme : eine Einführung in die Kinematik und Dynamik von Systemen starrer Körper. Springer Verlag, Berlin 2011.
- mit J. Zierath und T. Heyden: Elastic multibody models of transport aircraft high-lift mechanisms. In: AIAA Journal of Aircraft. 46, 2009, S. 1513–1524.
- mit M. Pfabe: Reduction of periodic torsional vibration using centrifugal pendulum vibration absorbers. In: PAMM. 9, 2009, S. 285–286.
- mit J. Zierath: Elastic contact analyses with hybrid boundary element/multibody systems. In: A. Mikkola, W. Schiehlen (Hrsg.): Proceedings 1st Joint International  Conference on Multibody System Dynamics. Lappeenranta, 2010.
- mit M. Kähler, R. Rachholz, S. Herrmann, J. Zierath, R. Souffrant und R. Bader: Robot-Based HiL Test of Joint Endoprostheses. In: J. Lenarcic, M. Stanisic (Hrsg.): Advances in Robot Kinematics. Springer, Berlin 2010, S. 521–528.
- mit R. Bartkowiak: Numerical Synthesis of Overconstrained Mechanisms. In: M. Stanisic, J. Lenarcic (Hrsg.): Advances in Robot Kinematics. Springer, Berlin 2010, S. 539–546.
- Mehrkörpersysteme. Eine Einführung in die Kinematik und Dynamik von Systemen starrer Körper. Springer, Berlin 2011.